# Brooke Adamsová (wrestlerka)
Brooke Nichole Adamsová (* 4. prosince 1984) je americká modelka, tanečnice a profesionální wrestlerka momentálně působící v Total Nonstop Action pod jménem Miss Tessmacher. Původně pracovala pro World Wrestling Entertaiment kde společně s Kelly Kelly a Laylou měla taneční skupinu Extreme Exposé jako část show ECW. Je bývalá dvounásobná TNA Women's Knockout šampionka a jednou společně s Tarou držela TNA Knockouts Tag Teamový titul.

## Životopis
Adamsová vyrůstala se svou matkou a sestrou dvojčetem v St. Louis, Missouri. Svojí matku vidí jako její životní inspiraci. Když bylo Adamsové 7 let, přestěhovala se se svou rodinou do texaského Houstonu kde i vyrůstala. Svoji kariéru začala jako modelka pro různé společnosti v Texasu jako Hawaiian Tropic & Vertical Smiles. Poté začala trénovat profesionální wrestling.
V roce 2006 zápasila pro Deep South Wrestling do té doby, než si jí všimla WWE. V té působila v rosteru show ECW v taneční skupině Extreme Exposé. Ze své smlouvy s WWE byla Brooke propuštěna 1. listopadu 2007. 29. března 2010 udělala svůj debut v TNA v zákulisním segmentu s Ericem Bischoffem a to pod jménem Ms. Tessmacher. Toto jméno bylo inspirováno přítelkyní Lexe Luthora z prvních dvou dílů Supermana. Společně s Tarou se stala TNA Knockout týmovou šampionkou. Titul si držely do 3. listopadu, kdy je porazily Gail Kimová a Madison Rayneová. To už Adamsová vystupovala pod jménem Brooke Tessmacherová.